# Raúl García Pierna

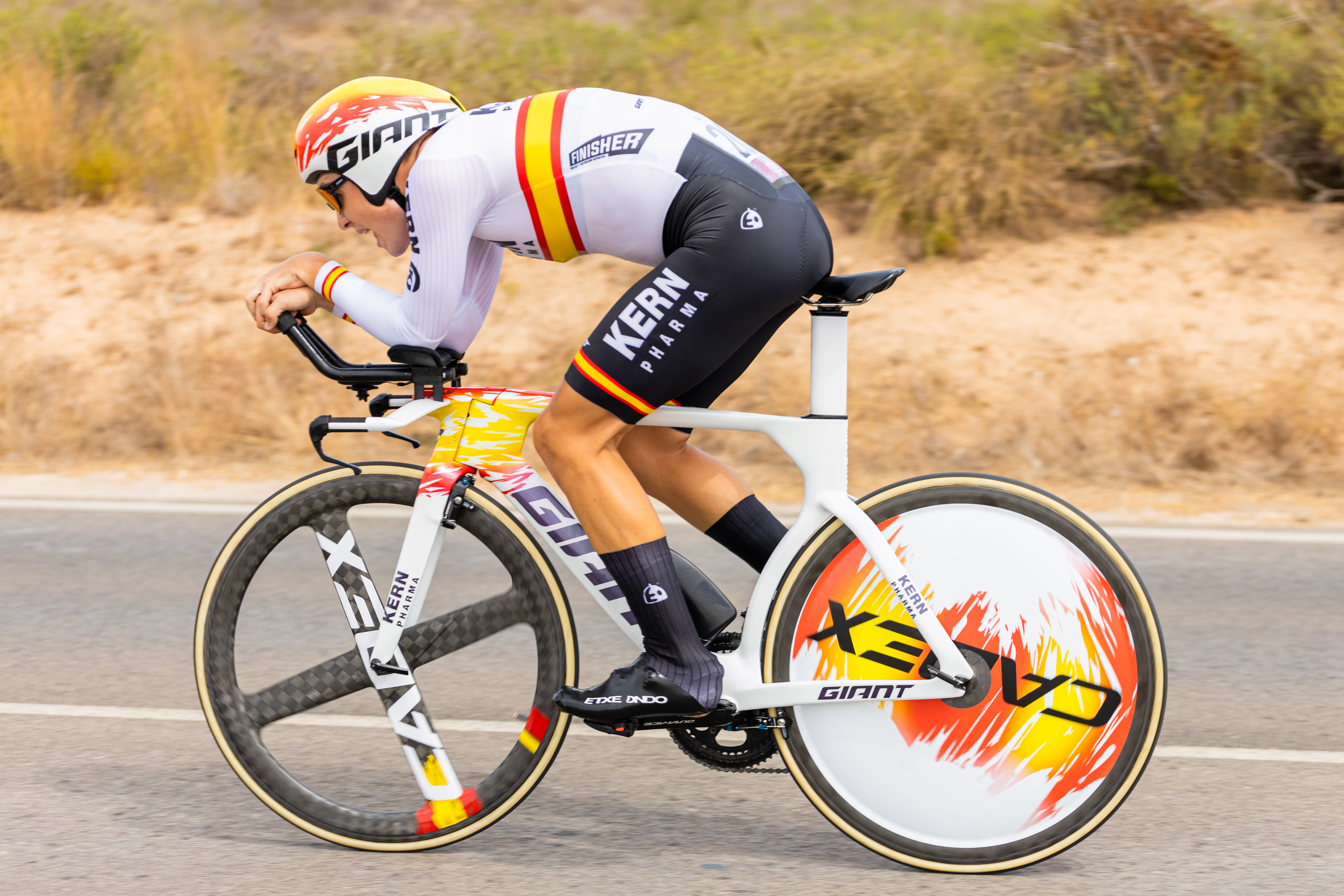
Pierna bei der Vuelta a España 2022

Raúl García Pierna (* 23. Februar 2001 in Tres Cantos, Madrid) ist ein spanischer Radsportler.

## Sportlicher Werdegang
Raúl García Pierna entstammt einer Radsportfamilie: Sein Vater Félix García Casas war ab den 1990er Jahren als Radsportler aktiv und startete bei insgesamt 17 großen Rundfahrten, und auch sein zwei Jahre älterer Bruder Carlos ist Radrennfahrer. Ab 2021 fuhren die Brüder gemeinsam für das spanische Team Equipo Kern Pharma.
2019 errang García Pierna auf der Bahn jeweils die Bronzemedaille bei den Junioren-Europameisterschaften im Scratch und bei den Junioren-Weltmeisterschaften im Punktefahren. 2020 wurde er auf der Straße spanischer U23-Meister im Einzelzeitfahren und Dritter bei den U23-Bahneuropameisterschaften im Ausscheidungsfahren. Im Jahr darauf erhielt er einen Vertrag bei Kern Pharma. 2022 wurde er spanischer Zeitfahrmeister der Elite. Im selben Jahr startete er bei der Vuelta a España und belegte beim Prolog im niederländischen Utrecht Platz 14. In der Gesamtwertung wurde er 47. Im Jahr 2023 gewann García Pierna die Nachwuchswertung der Slowenien-Rundfahrt und verpasste am Ende der Saison bei den Straßenradsport-Weltmeisterschaften nur um drei Sekunden eine Medaille im Zeitfahren der Klasse U23.
Im Jahr 2024 wechselte Raúl García Pierna im Alter von 22 Jahren zum französischen UCI WorldTeam Arkéa-B&B Hotels. Nach einem dritten Rang bei den spanischen Zeitfahrmeisterschaften, ging er bei der Tour de France an den Start, wo er den 98. Gesamtrang belegte. Zu Beginn der Saison 2025 setzte er sich im Alter von 23 Jahren bei der Nachwuchswertung der Tour de La Provence durch.

## Erfolge

### Straße
2020
- Spanischer U23-Meister – Einzelzeitfahren

2022
- Spanischer Meister – Einzelzeitfahren

2023
- Nachwuchswertung Slowenien-Rundfahrt

2025
- Nachwuchswertung Tour de La Provence
- eine Etappe Route d’Occitanie

### Bahn
2019
- Junioren-Europameisterschaft – Scratch
- Junioren-Weltmeisterschaft – Punktefahren

2020
- U23-Europameisterschaft – Ausscheidungsfahren

## Grand Tour-Platzierungen
| Grand Tour            | 2022 | 2023 | 2024 | 2025 |
| --------------------- | ---- | ---- | ---- | ---- |
| Giro d’ItaliaGiro     | –    | –    | –    | –    |
| Tour de FranceTour    | –    | –    | 98   | 26   |
| Vuelta a EspañaVuelta | 47   | –    | –    |      |